# Buffalo Lick (Virginia Occidental)
Buffalo Lick es un área no incorporada ubicada en el condado de Roane (Virginia Occidental), Estados Unidos. Está catalogada como un asentamiento humano por la Junta de Nombres Geográficos de los Estados Unidos.
El número de identificación (ID) asignado por el Servicio Geológico de Estados Unidos es 1740861.

## Geografía
Se encuentra a una altitud de 260 metros sobre el nivel del mar (853 pies) según el conjunto de datos de elevación nacional.